# شیخ دامس
شیخ دامس (به عربی: الشیخ دامس) یک روستا در سوریه است که در ناحیه حیش واقع شده است. شیخ دامس ۷۵۳ نفر جمعیت دارد.